# Новачкова, Йитка
Йитка Новачкова (чеш. Jitka Nováčková; род. 28 апреля 1992, Ческе-Будеёвице) — чешская модель, победительница конкурса красоты «Мисс Чехия 2011», участница международного конкурса «Мисс Вселенная 2011».

## Биография
Йитка Новачкова родилась 28 апреля 1992 года в Ческе-Будеёвице. Новачкова получила образование в гимназии Йировцова, которую закончила в 2011 году. После окончания гимназии Новачкова поступила в Чешский технический университет на факультет биомедицинской инженерии по специальности оптика и оптометрия
19 марта 2011 года стала победительницей национального конкурса красоты «Мисс Чехия 2011». На международном конкурсе красоты «Мисс Вселенная 2011» представляла Чехию, но в полуфинал не прошла.
Состоит в отношениях с бывшим футболистом и игроком сборной Финляндии Тимом Спарвом. В январе 2021 году у пары родилась дочь, получившая имя Лия Элисса.